# Simas Jasaitis
Simas Jasaitis (ur. 26 marca 1982 w Wilnie) – litewski koszykarz, występujący na pozycji niskiego skrzydłowego, obecnie zawodnik Chocalates Trapa Palencia.
Jego pierwszym klubem w Lietuvos Krepšinio Lyga (LKL) było BC Sakalai w sezonie 2000/2001. W roku 2001 przeszedł na zasadzie wymiany do Lietuvos Rytas Wilno. Po pięciu latach spędzonych w drużynie wielokrotnego mistrza Litwy, w roku 2006 przeszedł do Maccabi Tel Awiw. Przygodę z izraelskim zespołem zakończył po jednym sezonie, po którym udał się do Hiszpanii, aby bronić barw zespołu TAU Cerámica (sezon 2007/2008). W sezonie 2008/2009 był zawodnikiem DKV Joventut Badalona. Od sezonu 2009/2010 występuje w Galatasaray Cafe Crown Stambuł w koszykarskiej lidze Türkiye Basketbol Ligleri (TBL).
28 lipca 2017 został zawodnikiem litewskiego Panevezys Lietkabelis.
16 sierpnia 2019 dołączył do Chocalates Trapa Palencia, występującego w II lidze hiszpańskiej (LEB Oro).

## Osiągnięcia
Stan na 16 sierpnia 2019, na podstawie, o ile nie zaznaczono inaczej.
Drużynowe
- Mistrz:
  - Eurocup (2005, 2013)
  - Ligi Bałtyckiej (2006)
  - ligi NEBL (2002)
  - Hiszpanii (2008)
  - Litwy (2002, 2006)
  - Izraela (2007)
- Wicemistrz:
  - Ligi Bałtyckiej (2005)
  - NEBL (2003)
  - VTB (2013)
  - Litwy (2003–2005)
- 4. miejsce:
  - w Eurolidze (2008)
  - podczas mistrzostw Litwy (2018, 2019)
- Zdobywca Superpucharu Hiszpanii (2007)
- Finalista pucharu:
  - Hiszpanii (2008)
  - Litwy (2006)
  - Rosji (2014)
- 3. miejsce w:
  - pucharze Litwy (2018, 2019)
  - superpucharze Hiszpanii (2009)

Indywidualne
(* – nagrody przyznane przez portal eurobasket.com)
- MVP litewskiego meczu gwiazd (2006)
- Uczestnik meczu gwiazd ligi:
  - tureckiej (2010)
  - litewskiej (2006, 2011)
  - bałtyckiej (2006)
- Zaliczony do składu honorable mention ligi VTB (2013)*[1]

Reprezentacja
- Wicemistrz turnieju FIBA Diamond Ball (2004)
- Brązowy medalista mistrzostw:
  - Europy (2007)
  - świata (2010)
- Uczestnik 
  - mistrzostw:
    - świata (2006 – 7. miejsce, 2010, 2014 – 4. miejsce)
    - Europy (2005 – 5. miejsce, 2007, 2009 – 11. miejsce, 2011 – 5. miejsce)
    - Europy U–18 (2000 – 7. miejsce)
    - Europy U–20 (2002 – 5. miejsce)

  - igrzysk olimpijskich (2008 – 4. miejsce, 2012 – 8. miejsce)

## Odznaczenia
- Krzyż Komandorski Orderu Wielkiego Księcia Giedymina – 2010[6]
- Krzyż Komandorski Orderu „Za Zasługi dla Litwy” – 2007[6]
- Krzyż Kawalerski Orderu „Za Zasługi dla Litwy” – 2005[6]